# George Bellows
George Wesley Bellows (født 12. august 1882 i Columbus, Ohio, død 8. januar 1925 i New York City) var en amerikansk maler, tegner og litograf, 
der blandt andet malede boksescener, portrætter, scener fra 1. verdenskrig, fra New York og maritime scener, især fra Maine. Han regnes til 2. generation af Ashcanskolen og var en af repræsentanterne for amerikansk realisme i begyndelsen af 1900-tallet.
Ferieophold i Maine gav ham inspiration til maritime prospekter, og tyskernes behandling af befolkningen i Belgien under 1. verdenskrig ansporede ham til en række billeder om krigen.
| - Bellows portrætteret - Bellows i 1911 Af Robert Henri - Selvportræt, 1921 - Bellows i 1924 Af Alfred Cohn Mindeudstilling i 1925, MoMA |

| - Portrætter udført af Bellows - Frankie, the Organ Boy, 1907 - Hustruen Emma ved klaveret, 1914 - En bedstemoder, 1914 A Grandmother - Portræt af Anne, Bellows' datter, 1915 - Maud Murray, 1919 Chester Dales hustru - 'My Family', litografi 1921 - Emma ved vinduet, 1920 Emma at the Window - Katherine Rosen, 1921 - Emma i lilla kjole, 1920-23 Emma in a Purple Dress - "Lady Jean", 1924 Bellows' datter |

| - Boksning - The Knock Out, 1907 - Stag at Sharkey's(en), 1909 - Both Members of This Club, 1909(en) |

| - New York - Central Park, 1905 - Udgravningen til Pennsylvania Station(en), 1907 Pennsylvania Station Excavation Brooklyn Museum - New York, 1911 |

| - Maritime scener - Mågerne ved Monhegan, Maine, 1911 The Gulls, Monhegan - Havnen i Monhegan, 1913 Harbor at Monhegan - Frisk brise, 1913 A Fresh Breeze - Storm, 1913 - Den store dory, 1913 The Big Dory - Optakt til storm, 1916 The Coming Storm |

| - Krig - Tyskerne ankommer, 1918 The Germans Arrive - Barrikaden, 1918 The Barricade - Massakren ved Dinant, 1918 Massacre at Dinant |

| - Andre værker af George Bellows - Blå sne i Battery Park, 1910 Blue Snow the Battery - En morgen efter snefald ved Hudson River, 1910 A Morning Snow Hudson River - River Front 1, 1915 - Skibsbyggere, 1916 Builders of Ships - Tennis i Newport(en), 1919 - Summer Fantasy, 1924 |